# Ceriporiopsis
Ceriporiopsis là một chi nấm thuộc họ Phanerochaetaceae. Chi này phân bố rộng khắp và có khoảng 25 loài.

## Các loài
- Ceriporiopsis albonigrescens
- Ceriporiopsis balaenae
- Ceriporiopsis carnegiae
- Ceriporiopsis cerussata
- Ceriporiopsis consobrina
- Ceriporiopsis coprosmae
- Ceriporiopsis cremea
- Ceriporiopsis flavilutea
- Ceriporiopsis gilvescens
- Ceriporiopsis guidella
- Ceriporiopsis hydnoidea
- Ceriporiopsis jelicii
- Ceriporiopsis lowei
- Ceriporiopsis merulinus
- Ceriporiopsis mucida
- Ceriporiopsis obscura
- Ceriporiopsis portcrosensis
- Ceriporiopsis resinascens
- Ceriporiopsis resinascens var. pseudogilvescens
- Ceriporiopsis rivulosa var. valdiviana
- Ceriporiopsis subsphaerospora
- Ceriporiopsis subvermispora
- Ceriporiopsis umbrinescens
- Ceriporiopsis vinosa